# Fajac-la-Relenque
Fajac-la-Relenque è un comune francese di 46 abitanti situato nel dipartimento dell'Aude nella regione dell'Occitania.

## Società

### Evoluzione demografica
Abitanti censiti